# Hotel Thermal
Spa Hotel Thermal je situován v samém srdci Karlových Varů, leží na okraji lázeňské zóny, nedaleko sadů Antonína Dvořáka a kolonád s léčivými prameny. Byl postaven v letech 1967 až 1976 podle návrhu manželů architektů Věry a Vladimíra Machoninových. Komplex budov je postaven ve stylu brutalismu a od počátku se o něm uvažovalo jako o kongresovém hotelu a hlavním centru Mezinárodního filmového festivalu Karlovy Vary. Hotelové pokoje skýtají výhled na lázeňskou a obchodní část města.
Hotelový komplex disponuje jedním z největších kongresových center v západních Čechách. Celková kapacita přesahuje 2000 konferenčních míst. Největší měrou se na ní podílí Velký sál s 1148 místy. Centrum je tak vhodné pro pořádání kongresů všech typů a velikostí – od menších akcí komorního typu až po velké mezinárodní konference.

## Historie výstavby
V místech dnešního komplexu hotelu Thermal stála Chebská ulice (Eger Strasse). Před začátkem stavby hotelu muselo být zbouráno asi 30 domů, většinou secesních z 19. století. Mezi nejvýznamnější zdemolované stavby patřil dům Alice, Mattoniho vila, hotel Pošta nebo Komenského škola. V 60. letech byla vypsána architektonická soutěž na výstavbu nového komplexu mezinárodního hotelu s festivalovým kinem. Tuto soutěž vyhrál návrh architektů Věry a Vladimíra Machoninových. Dne 5. června 1968 byl položen základní kámen nové budovy. Slavnostní zahájení provozu proběhlo v lázeňské sezóně 1977. Stavba tak probíhala celých 9 let, důvodem zdržení byl nedostatek peněz a také průsak podzemní vody do základů stavby.

## Rekonstrukce hotelu
Ministerstvo financí jako jediný akcionář a majitel hotelu schválilo[kdy?] projekt rekonstrukce v rozpočtované hodnotě 580 mil. Kč a to včetně bazénu. Těchto 580 mil Kč se skládá z: 300 mil. Kč navýšení základního kapitálu vkladem akcionáře, 113 mil. Kč dotace na snížení energetické náročnosti budovy z programu OPŽP, zbylá částka bude financována vlastními zdroji a úvěry hotelu a z dosažených úspor na energiích.
V listopadu 2019 byla zahájena rekonstrukce hotelu, která bude probíhat do roku 2022. Již předtím byla dokončena oprava havarijního stavu střechy kongresové části hotelu. Zhotoveno bylo také již 5 vzorových pokojů, dle kterých se bude následně rekonstruovat interiér pokojů ostatních.
Cílem revitalizace, na které spolupracují i původní architekti či památkáři, je zachovat původní vzhled hotelu, přičemž by měl komplex zároveň vyhovovat požadavkům 21. století.
Rekonstrukce je kritizována odbornou a laickou veřejností, i potomky architektů Machoninových. Důvodem je například to, že rekonstrukce není dostatečně citlivá, nemá vlastního architekta či nové vybavení hotelu neodpovídá standardům čtyřhvězdičkového ubytování. Ministryně financí Alena Schillerová v ČT prohlásila, že stát pravidelně spolupracuje s rodinou Machoninových při rekonstrukci hotelu. To však vnoučata architektů Maria a Jan Kordovští odmítají, podle nich s nimi vedení hotelu nejedná a rekonstrukce hotelové části stále nemá architekta.

## Vlastník hotelu

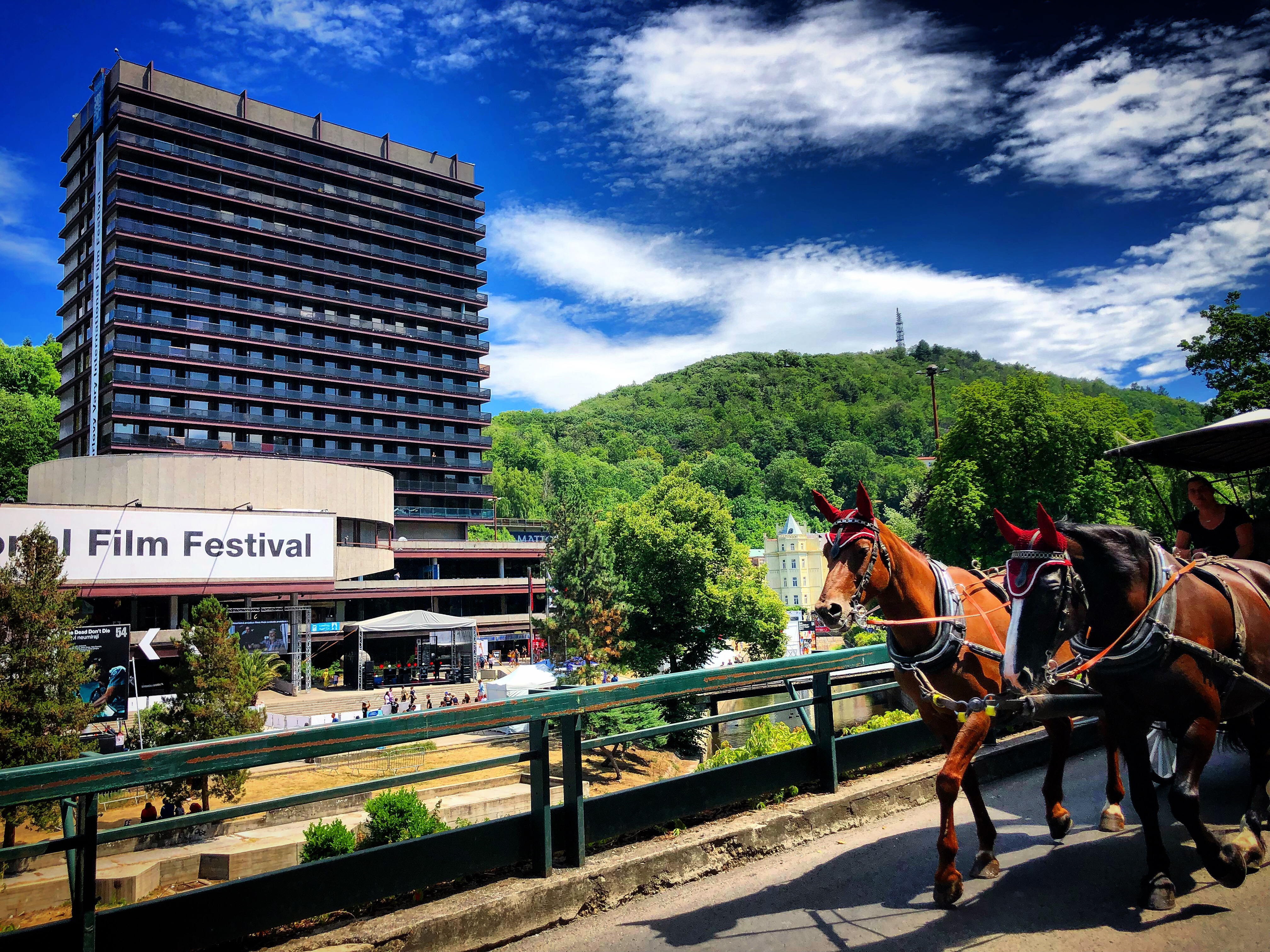
Spa Hotel Thermal 2019

Hotel Thermal byl postaven jako státní. Od devadesátých let se uvažovalo o privatizaci hotelu, případně dokonce o jeho zbourání a nahrazení lépe zapadající stavbou. Prodej hotelu soukromému majiteli byl však neúspěšný a komplex tak zůstává v rukou českého státu. Ministerstvo financí uvažovalo začátkem roku 2015 o postupném prodeji hotelu, první byl nabídnut venkovní bazén, který potřebuje nutné a nákladné opravy. Premiér Andrej Babiš tehdy řekl, že chce prodat bazén ideálně „bohatému arabskému šejkovi“. Proti tomuto plánu se však zvedla vlna nevole, a to i ze strany původních architektů hotelu, kteří považují bazén za nedělitelnou součást hotelového komplexu. 
V červenci 2015 ministerstvo od prodeje bazénu ustoupilo, naopak se začalo hovořit o případném prohlášení celého komplexu hotelu Thermal za kulturní památku. Spa Hotel Thermal uzavřel v létě 2019 smlouvu se strategickým partnerem o rekonstrukci bazénového centra a vybral provozovatele bazénu. Bude zde vybudováno relaxační centrum s nabídkou wellness služeb.

## Popis

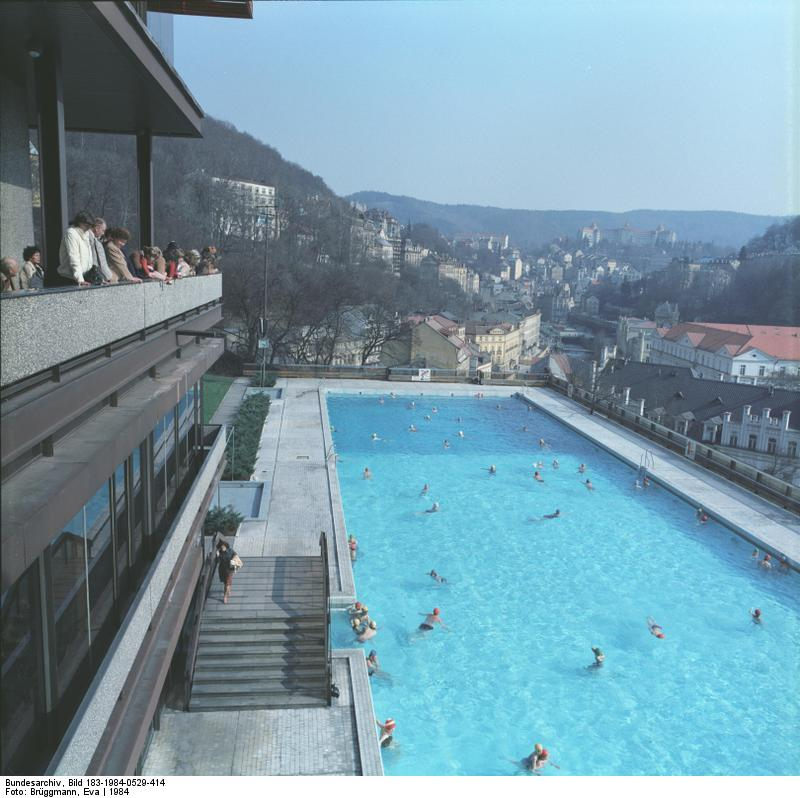
Venkovní bazén hotelu Thermal v roce 1984

Komplex hotelu Thermal se skládá z několika budov. Hlavním tělesem hotelu je šestnácti podlažní železobetonová stavba, výška budovy je 65 metrů. Inspirací autorům byl brutalismus Le Corbusiera a britských architektů. Ocelové části stavby vyrobili ve Vítkovicích. K mytí oken slouží jeřáb na střeše budovy. Hotel má kapacitu 533 lůžek v 273 pokojích. Kongresové centrum hotelu má kapacitu asi 2000 míst, dále se zde nachází restaurace, kavárna, casino, obchodní pasáž, parkoviště a garáže s myčkou a autoservisem. V místech bývalých technických garáží v podzemí hotelu byl v posledních letech vybudován nový balneo provoz.

## Bazén
Unikátem hotelového komplexu je venkovní vyhřívaný bazén, postavený roku 1976 na skále vedle samotné budovy hotelu. Dlouhý býval 50 metrů. Část vody (asi 15%) tvořila i vřídelní voda z karlovarského vřídla, teplota v bazénu dosahovala 26–28 °C. Později však bazén chátral a od roku 2012 byl přes zimu uzavřený, od roku 2015 byl již uzavřený natrvalo i v létě. Rekonstrukce celého hotelu včetně bazénu začala na přelomu roku 2019/2020. Bazén byl otevřený v srpnu 2021. Plocha byla rozdělena na dva bazény, z nichž jeden obsahuje pouze teplou vřídelní vodu.

## Filmový festival
Mezinárodní filmový festival, jehož první ročník v Karlových Varech se konal v roce 1947, získal v hotelu Thermal svou hlavní základnu. Ve festivalovém kině se koná úvodní i závěrečný ceremoniál, jsou zde předávány Křišťálové glóby. Prostory pro konání festivalu byly několikrát upravovány, stále si však zachovávají svojí atmosféru, zamýšlenou manželi Machoninovými už v 60. letech. Hlavní kinosál má kapacitu 1148 diváků, kromě něho se v hotelovém komplexu nacházejí další kongresové, konferenční a promítací prostory – Kongresový sál, Malý sál, Projekční síně – A, B, C, Červené salónky I., II., III. a Salonek Moser.